# Million Cove
Million Cove is een zee-inham in de Canadese provincie Newfoundland en Labrador. De baai ligt in het uiterste noorden van het eiland Newfoundland en heeft een oppervlakte van 0,85 km².

## Geografie
Million Cove ligt aan de oostkust van het Great Northern Peninsula, in het uiterste noorden van Newfoundland. De baai ligt 3 km ten zuidwesten van Windy Point (de toegang tot Croque Harbour) en 5 km ten noorden van Pyramid Point (de noordelijke kaap van Cape Rouge).
De baai heeft ruwweg de vorm van een halve cirkel met respectievelijk Cape Eagle en Rets Point als zuidelijke en noordelijke kaap. De inham is volledig open langs het oosten en biedt dus weinig bescherming ten opzichte van de Atlantische Oceaan. De mogelijkheid tot aanmeren is er eveneens uitermate beperkt.

## Voormalige nederzetting
Aan de noordkust van Million Cove bevond zich een vissersgehucht genaamd Millions. Dit werd reeds begin 17e eeuw gesticht in het kader van de Franse seizoensvisserij aan de Newfoundlandse kust. Begin 20e eeuw verdween het plaatsje, zoals vele honderden afgelegen Newfoundlandse gehuchten, door een proces van hervestigingen. Vandaag zijn er van Millions enkel nog archeologische sporen.
De historische Franse naam van de inham is Anse aux Millions.